# Tysklands Grand Prix 1967
Tysklands Grand Prix 1967 var det sjunde av elva lopp ingående i formel 1-VM 1967.  

## Resultat
1. Denny Hulme, Brabham-Repco, 9 poäng
2. Jack Brabham, Brabham-Repco, 6
3. Chris Amon, Ferrari, 4
4. John Surtees, Honda, 3
5. Joakim Bonnier, Jo Bonnier (Cooper-Maserati), 2
6. Guy Ligier, Ligier (Brabham-Repco), 1
7. Chris Irwin, Reg Parnell (BRM)
8. Pedro Rodríguez, Cooper-Maserati

### Förare som bröt loppet
- Dan Gurney, Eagle-Weslake (varv 12, bakaxel)
- Jo Siffert, R R C Walker (Cooper-Maserati) (12, bränslepump)
- Graham Hill, Lotus-Ford (8, upphängning)
- Hubert Hahne, BMW (6, upphängning)
- Jackie Stewart, BRM (5, differential)
- Jim Clark, Lotus-Ford (4, upphängning)
- Jochen Rindt, Cooper-Maserati (4, kylare)
- Bruce McLaren, Eagle-Weslake (3, oljeläcka)
- Mike Spence, BRM (3, differential)